# یوشیاکی مارویاما
یوشیاکی مارویاما (انگلیسی: Yoshiaki Maruyama؛ زادهٔ ۱۲ اکتبر ۱۹۷۴) بازیکن فوتبال اهل ژاپن است.
از باشگاه‌هایی که در آن بازی کرده‌است می‌توان به باشگاه فوتبال پورت اف‌سی، باشگاه فوتبال یوکوهاما مارینوس، باشگاه فوتبال آلبیرکس نیگاتا، و باشگاه فوتبال چونبوری اشاره کرد.